# 1456
Năm 1456 là một năm trong lịch Julius.